# Nomzamo Mbatha
Nomzamo Mbatha (* 13. Juli 1990 in KwaMashu, KwaZulu) ist eine südafrikanische Schauspielerin.

## Leben
Nomzamo Mbatha wurde in KwaMashu nördlich von Durban geboren und entstammt dem Volk der Zulu. Sie besuchte die Grundschule und Bechet High School in Durban. 2018 machte sie ihren Bachelor-Abschluss an der Universität Kapstadt.
Mbatha bewarb sich ab 2012 erfolgreich für erste kleinere Rollen im südafrikanischen Film und Fernsehen.
2015 wurde sie Markenbotschafterin für die Kosmetikmarke Neutrogena.
Im Januar 2019 wurde sie zum UNHCR Goodwill Ambassador ernannt.
2021 spielte sie Mirembe im Film Der Prinz aus Zamunda 2, 2023 neben Bruce Willis die weibliche Hauptrolle Alexa in Assassin – Every Body is a Weapon.
Mbatha lebt derzeit in Los Angeles.